# Triumphlied

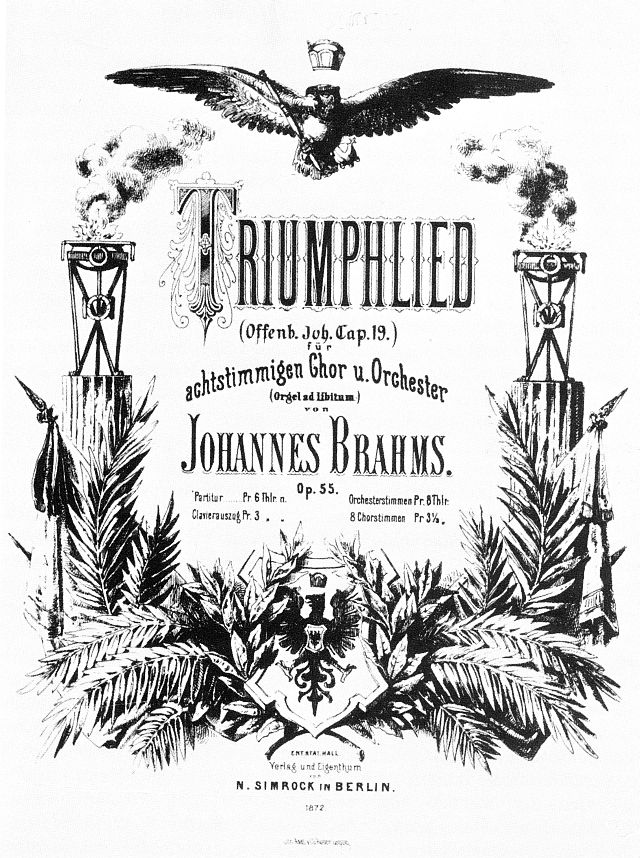
Première page de la partition, publiée par N. Simrock.

Le Triumphlied (op. 55) est une œuvre pour baryton solo, chœur et orchestre du compositeur allemand Johannes Brahms. Brahms a écrit cette pièce à l'occasion de la victoire de l'Allemagne dans la guerre franco-allemande et l'a dédiée à l'empereur Guillaume Ier. Le texte lui-même émane du Livre de l'Apocalypse qui prédit la chute de Babylone, mais est consciemment réinterprété en termes politiques. En raison de son message patriotique lié à l'unification de l'Allemagne, le Triumphlied a perdu en popularité après la Première Guerre mondiale, en dépit de sa qualité musicale. Aujourd'hui, c'est une œuvre de Brahms plutôt inconnue.

## Historique
Brahms a commencé la composition à l'automne de 1870 sous l'impression de la victoire allemande pendant la guerre franco-prussienne. La première partie a été terminée après la proclamation de Guillaume Ier comme empereur. La deuxième et la troisième partie ont été composées après la conclusion du traité de paix en mai 1871. Le Triumphlied a été publié en 1872. Il a été dédié à « Sa Majesté l'Empereur d'Allemagne Guillaume Ier respectueusement dédié par le compositeur ». À l'origine, Brahms, qui admirait Otto von Bismarck, avait l'intention de dédier l'œuvre à la fois à l'empereur et au chancelier, en exaltant la « victoire des armes allemandes ».

## Orchestration
Le Triumphlied est écrit pour
| Instrumentation du Triumphlied                                       |
| Cordes                                                               |
| premiers violons, seconds violons, altos, violoncelles, contrebasses |
| Bois                                                                 |
| 2 flûtes 2 hautbois 2 clarinettes en la, 2 bassons, 1 contrebasson   |
| Cuivres                                                              |
| 4 cors, 2 trompettes                                                 |
| Percussions                                                          |
| timbales                                                             |

## Structure
L'œuvre comporte trois mouvements :
1. Halleluja! Heil und Preis (Lebhaft und feierlich)
2. Lobet unsern Gott (Mäßig belebt)
3. Und ich sah den Himmel aufgetan (Lebhaft)

L'œuvre dure entre 22 et 26 minutes.

### Premier mouvement
Halleluja! Heil und Preis, Ehre und Kraft sei Gott unserm Herrn. Denn wahrhaftig und gerecht sind seine Gerichte. Halleluja!
Alléluia! Le salut, la gloire, et la puissance sont à notre Dieu, parce que ses jugements sont véritables et justes (Apocalypse 19:2)

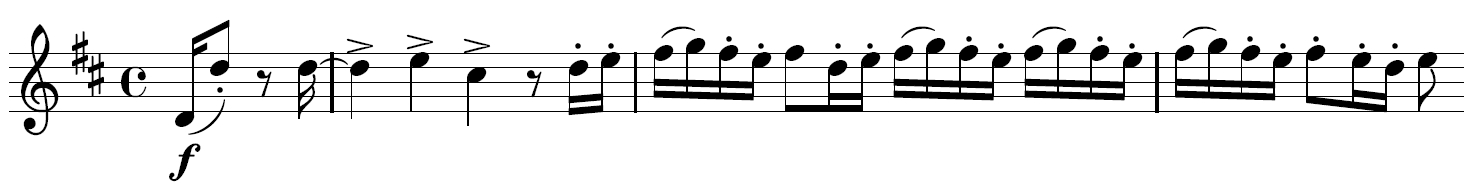
Premières mesures de l'introduction, citant le début de "Heil dir im Siegerkranz"

Le thème principal du premier mouvement cite « Heil dir im Siegerkranz », l'hymne non officiel de l'Empire allemand. Bien que Brahms n'ait mis en musique que les premiers mots du chapitre 19 du Livre de l'Apocalypse (Parce que ses jugements sont véritables et justes), la suite du texte biblique ("car il a jugé la grande prostituée") — faisant allusion à Paris — est, cependant, insinuée dans la musique, ,, ce qui est corroboré par une note manuscrite de Brahms sur une copie de la partition.

### Second mouvement
Lobet unsern Gott, alle seine Knechte, und die ihn fürchten, beide, Kleine und Große. Halleluja! Denn der allmächtige Gott hat das Reich eingenommen. Lasset uns freuen und fröhlich sein, und ihm die Ehre geben.
Louez notre Dieu, vous tous ses serviteurs, vous qui le craignez, petits et grands! Alléluia! Car le Seigneur notre Dieu tout puissant est entré dans son règne. Réjouissons-nous et soyons dans l'allégresse, et donnons-lui gloire (Apocalypse 19:5b,6a,7a)
Le second mouvement, modérément animé, commence en sol majeur et comprend trois parties. Dans la troisième partie, Brahms incorpore le fameux choral « Nun danket alle Gott ».

### Troisième mouvement
Und ich sahe den Himmel aufgetan. Und siehe, ein weißes Pferd, und der darauf saß, hieß: Treu und Wahrhaftig, und richtet und streitet mit Gerechtigkeit. Und er tritt die Kelter des Weins des grimmigen Zorns des allmächtigen Gottes. Und hat einen Namen geschrieben auf seinem Kleide, und auf seiner Hüfte, also: Ein König aller Könige, und ein Herr aller Herrn. Halleluja. Amen!
Puis je vis le ciel ouvert, et voici, parut un cheval blanc. Celui qui le montait s'appelle Fidèle et Véritable, et il juge et combat avec justice. Et il foulera la cuve du vin de l'ardente colère du Dieu tout puissant. Il avait sur son vêtement et sur sa cuisse un nom écrit: Roi des rois et Seigneur des seigneurs. (Apocalypse 19:11,15b,16)
Ce mouvement comprend trois parties, commence en ré mineur et se termine en ré majeur.

## Première et publication
La création de la première partie a eu lieu le 7 avril 1871 à l'occasion du concert du Vendredi Saint « En Mémoire de ceux qui sont tombés dans la bataille » à la cathédrale de Brême. La création de l'œuvre complète a eu lieu le 5 juin 1872 à Karlsruhe.
Le morceau a été publié par N. Simrock.